# Ctesias de Éfeso
Ctesias de Éfeso fue un escritor de la Antigua Grecia, de época indeterminada. En la obra Sobre los ríos, de Pseudo Plutarco, se señala que escribió un libro titulado Perseida o Canción de Perseo y es una de las fuentes de las que se nutre para el relato de que el origen del nombre de Micenas fue por un mugido que hicieron las gorgonas Euriale y Esteno cuando vieron que ya no podrían atrapar a Perseo.